# 3228 Pire
A 3228 Pire (ideiglenes jelöléssel 1935 CL) a Naprendszer kisbolygóövében található aszteroida. Sylvain Julien Victor Arend fedezte fel 1935. február 8-án.